# Hartriegelartige
Die Hartriegelartigen (Cornales) sind eine Ordnung innerhalb der Bedecktsamigen Pflanzen (Magnoliopsida).

## Beschreibung
Es sind Sträucher, Halbsträucher, Lianen oder krautige Pflanzen. Sie haben gegen- oder wechselständige, immergrüne oder jährlich abfallende, meistens ungeteilte Laubblätter. Die Blütenstände sind Zymen oder Trauben. Die Einzelblüten sind meistens vierzählig und radiärsymmetrisch, zwittrig oder eingeschlechtig. Die Staubblätter sind frei. Die Fruchtknoten sind unterständig. Die Früchte sind Beeren oder steinfruchtartige Scheinfrüchte.

## Verbreitung
Die Hartriegelartigen haben ihre Verbreitung von den gemäßigten Breiten bis in die Subtropen: Ihre Hauptverbreitung haben sie in den nördlichen gemäßigten Breiten (Holarktis) und in den Subtropen. In der Neotropis kommen sie von Mexiko bis Chile vor, besonders in den Anden.

## Systematik
Die Cornales sind innerhalb der Asteriden die basalste Ordnung und damit die Schwestergruppe aller übrigen Asteriden.
In der Ordnung Cornales gibt es sieben Familien mit etwa 51 Gattungen und etwa 590 Arten:
- Hartriegelgewächse (Cornaceae): Sie enthält nur zwei Gattungen mit etwa 85 Arten.
- Curtisiaceae: Sie enthält nur eine Gattung:
  - Curtisia: Es sind immergrüner Bäume mit zwei Arten, im südlichen Afrika.
- Grubbiaceae: Sie enthält nur eine Gattung:
  - Grubbia: Es gibt nur drei Arten niedriger Sträucher in der Capensis.
- Hortensiengewächse (Hydrangeaceae): Sie enthält etwa 17 Gattungen und 220 Arten.
- Hydrostachyaceae: Sie enthält nur eine Gattung:
  - Hydrostachys: Die 20 bis 30 Arten kommen im südlichen Afrika und auf Madagaskar vor. Es sind rosettenförmige Unterwasserpflanzen
- Blumennesselgewächse (Loasaceae): Sie enthält etwa 14 Gattungen mit etwa 265 Arten. Hauptsächlich in der Neuen Welt beheimatet, aber auch Taxa in Afrika und den Marquesas-Inseln.
- Tupelogewächse (Nyssaceae): Sie enthält etwa fünf Gattungen mit etwa 22 Arten. Im Tertiär waren sie noch sehr artenreich, sind heute aber nur noch reliktär vorhanden. Mit disjunktem Areal: Ostasien und östliches Nordamerika.